# توگو (فیلم)
توگو (به انگلیسی: Togo)، یک فیلم در ژانر درام به کارگردانی اریکسون کور و محصول سال ۲۰۱۹ ایالات متحده آمریکا است. فیلم‌نامه این فیلم توسط تام فلین به رشته تحریر درآمده است. ویلم دفو، جولیان نیکلسون و کریستوفر هیردال ستارگان فیلم هستند. توگو در تاریخ ۲۰ دسامبر ۲۰۱۹ در دیزنی+ به نمایش درآمد.
داستان فیلم دربارهٔ دو شخصیت کلیدی در مأموریت حمل سرم به سمت نوم ۱۹۲۵ است، که در آن به کمک تیمی از سورتمه سگ‌ها سرم آنتی توکسین‌ بیماری دیفتری در شرایط سخت و پیمودن مسافتی نزدیک به ۷۰۰ مایل برای نجات شهر نوم در آلاسکا از همه‌گیری انتقال پیدا کرد. توگو یک سگ و ستاره فیلم است و رهبر سگ‌های سورتمه‌ای است که قرار است سرم را انتقال دهند. این سگ، با فداکاری‌ای که انجام می‌دهد از همه گیر شدن بیماری دیفتری جلوگیری می‌کند.
توگو و لئونارد در شرایطی سخت و با پیمودن مسافتی نزدیک به ۷۰۰ مایل برای نجات شهر نوم از همه‌گیری دیفتری، اقدام می‌کنند. داستان این فیلم برگرفته از واقعیت می‌باشد.